# محمد بن عبد الرحيم الصديقي
محمد بن عبد الرحيم الصديقي، أحد رواد الحركة التعليمية في المملكة العربية السعودية.

## نشأته وتعليمه
- ولد بالجبيل التابعة للمنطقة الشرقية في عام 1334هـ، تلقى تعليمه الأولي في محافظة الجبيل، وكان والده أول معلم له، ومن العلوم التي استفادها الصديقي من والده أنه:

1. ختم القرآن الكريم على يديه.
2. درس الأصول الثلاثة.
3. درس قواعد اللغة.
4. درس كتاب حقوق الله على العبيد.
5. درس كتاب آداب المشي إلى الصلاة.
6. درس متن الأجرومية.
7. درس متن الزاد.
8. درس بلوغ المرام.
9. درس الشذور وقطر الندى والواسطية لابن تيمية.
10. درس الفرائض.
11. درس شعر العرب.

- التحق في عام 1359هـ/1940م بالمدرسة الصولتية في مكة المكرمة وحصل منها على شهادة القسم العالي عام 1362هـ/1943م.
- التحق بحلقات المشائخ في المسجد الحرام ؛ ولذلك عينه الشيخ عبد الله بن حسن آل الشيخ مشرفًا على المدرسين في الحرم المكي، كما عينه في إلقاء الوعظ والإرشاد في الحرم المكي في ليلتي الاثنين والخميس.
- وفي عام 1368هـ/1948م عمل معلمًا في المدرسة السعودية الابتدائية بالطائف، ثم أصبح معلمًا بالمرحلة الثانوية، فموجهًا في التوعية حتى أحيل إلى التقاعد بناء على رغبته في عام 1396هـ/1976م.
- ساهم مع الأستاذ حسن ألطف في تأسيس أول مدرسة لمكافحة الأمية في الطائف عام 1369هـ/1949م، وأول مدرسة لتعليم اللغة الإنجليزية عام 1370هـ/1950م.
- يعتبر الصديقي أحد مؤسسي نادي الطائف الأدبي [1][2]

## مؤلفاته ورسائله
- رسالة علي أن أقل الحمل ستة أشهر وغالبه تسعة أشهر عام 1370هـ/1950م.
- رسالة في الوقف عام 1370هـ/1950م.
- رسالة للرد على من يجوّز الوقف على أولاد البطون دون أولاد الظهور عام 1371هـ/1951م.
- رسالة في جواز تعدد مساجد الجمعة.
- رسالة في عدم جواز ترجمة القرآن الكريم بلغات أجنبية.
- كتاب نفح الأريج في أشعار أدباء الخليج.
- كتاب خير طراز من أشعار عباقرة نجد والحجاز.
- نبراس الأدب.
- سلافة الأديب.
- حياة القائد الأعظم محمد صلى الله عليه وسلم.
- ملتقطات الدر من منتخبات الفكر.
- صالة الأدباء وبغية الشعراء والخطباء.
- ديوان شعر.
- تاريخ الطائف.
- له قصيدة مكونة من (24) بيتًا في مدح الملك خالد.[3]

## وصلات خارجية
- الشيخ محمد بن عبد الرحيم الصديقي (ت 1410هـ)